# 1. Fußball-Club Köln 01/07
L'1. Fußball-Club Köln 01/07, meglio noto come Köln e in italiano come Colonia, è una società polisportiva tedesca con sede nella città di Colonia che include calcio, pallamano, tennistavolo e ginnastica ed è nota principalmente per la sua sezione calcistica, che milita in Bundesliga, la prima divisione del campionato tedesco di calcio.
Fondato nel 1948 dalla fusione del Kölner Ballspiel-Club 1901 e dello SpVgg Sülz 07, il club conta oggi 78 500 membri, risultando il quarto club tedesco per numero di affiliati.
Il Colonia ha vinto 3 campionati tedeschi e 4 Coppe di Germania. A livello internazionale i suoi migliori risultati furono la finale di Coppa UEFA del 1985-1986 e la semifinale di Coppa dei Campioni del 1978-1979.
Disputa le partite interne al RheinEnergieStadion e i suoi colori sociali sono il bianco e il rosso.

## Storia

### Dalla fondazione al 1960
Prima della nascita del Colonia sono già attive in città alcune squadre di calcio; tra queste figurano il Kölner Ballspiel-Club 1901 e l'SpVgg Sülz 07. Entrambe raggiungono nella loro storia anche la fase nazionale, evento che si verifica rispettivamente nel 1912 e nel 1928. Il Sülz vince nel 1939 la Gauliga Mittelrhein, e si unisce poi al VfL 99 Köln. Nel 1944 la squadra, associatasi con un'altra squadra concittadina divenne il Kriegsspielgemeinschaft VfL Colonia/SpVgg Sülz, conquistando anche la Gauliga Köln-Aachen.
Il Colonia si forma invece nel 1948, in seguito all'unione fra il Sülz e il Kölner. Una spinta decisiva in questo senso arriva dal presidente del Kölner, Franz Kremer, che assume la stessa carica nel neonato club; Kremer viene anche riconosciuto come una delle prime voci ad essersi espressa in favore della nascita di un unico campionato nazionale in Germania Ovest. Ancora per una quindicina di anni, però, il campionato tedesco occidentale continua ad essere diviso in due fasi: nella prima si gioca per il titolo locale, mentre nella seconda solo (generalmente) le prime due di ciascuno dei cinque gruppi si contendono quello nazionale.
Ad ogni modo i biancorossi non tardano molto ad ottenere qualche risultato positivo nell'Oberliga West: al secondo posto del 1953 fa seguito la prima vittoria l'anno successivo, tuttavia la squadra non ha molta fortuna nelle due partecipazioni al campionato nazionale. Il 1954 sarà ricordato comunque anche per altri due avvenimenti: da un lato viene raggiunta la prima finale della DFB-Pokal, conclusasi però con la vittoria dello Stoccarda, dall'altro Paul Mebus e Hans Schäfer diventano campioni del mondo in Svizzera.
Un nuovo successo nell'Oberliga West, il primo di quattro consecutivi, è datato 1960: il Colonia arriva questa volta a disputare la finale nazionale, tuttavia a vincere il titolo è l'Amburgo.

### I primi successi, l'ingresso in Bundesliga e gli anni '70

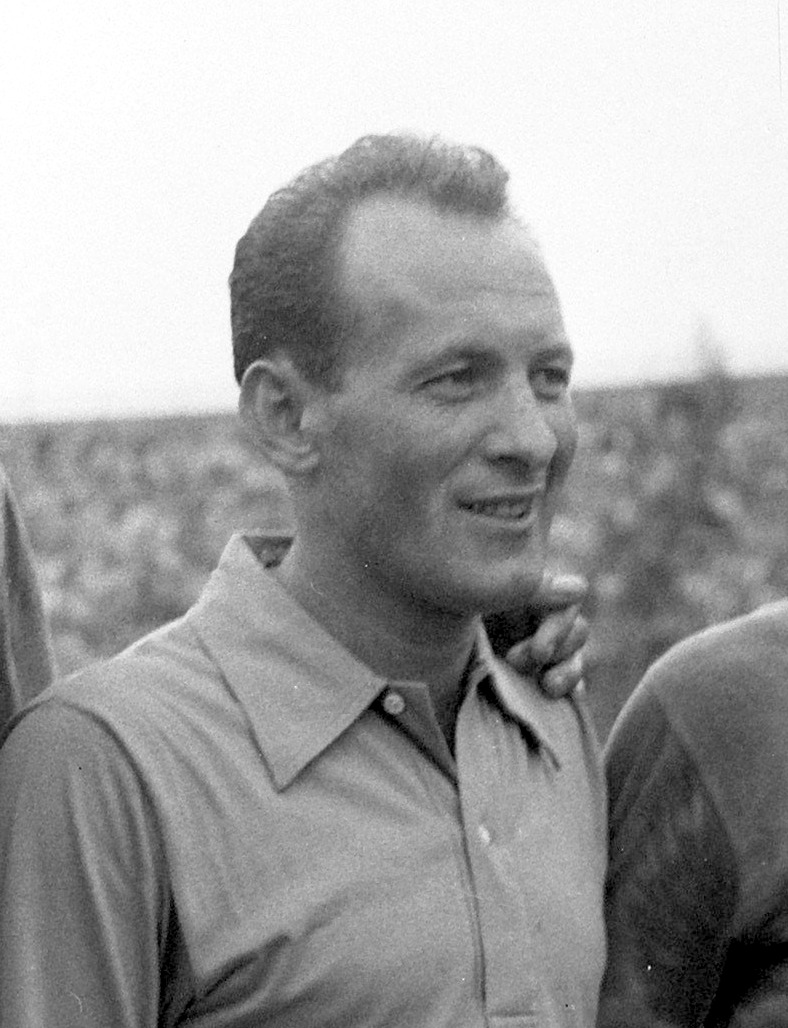
Zlatko Čajkovski, l'allenatore che, vincendo l'Oberliga 1961-1962, conquista il primo titolo nazionale col Colonia

Il titolo tedesco non tarda comunque molto ad arrivare: nel 1961 Zlatko Čajkovski diventa l'allenatore del Colonia, che conquista subito il campionato nazionale. Ad essere sconfitto in finale è il Norimberga, inoltre Karl-Heinz Schnellinger viene nominato calciatore dell'anno. I tedeschi fanno poi il loro esordio nelle competizioni europee, che tuttavia non è felice: subiscono dal Dundee un pesante 8-1 nella prima partita, che è ancora oggi la peggior sconfitta in campo europeo, e sono subito eliminati della Coppa dei Campioni. Sul fronte nazionale, invece, la squadra gioca anche la terza finale per il titolo; questa termina però con la vittoria del Borussia Dortmund.
La stagione 1963-1964 vede finalmente la realizzazione dell'idea di Kremer: nasce infatti la Bundesliga, un unico girone all'italiana che racchiude le migliori squadre della Nazione. Ed è proprio il Colonia, guidato ora da Georg Knöpfle, a vincere questa prima edizione. La squadra è contemporaneamente protagonista di una buona prova nella Coppa delle Fiere, dove sconfigge anche la Roma prima di venir fermata in semifinale dal Valencia. I tedeschi si confermano competitivi anche nella successiva stagione: vengono eliminati nei quarti della Coppa dei Campioni dal Liverpool, ma solo grazie al lancio della moneta, dopo che ben tre partite finite sono in pareggio, e contemporaneamente ottengono anche un secondo posto in campionato.

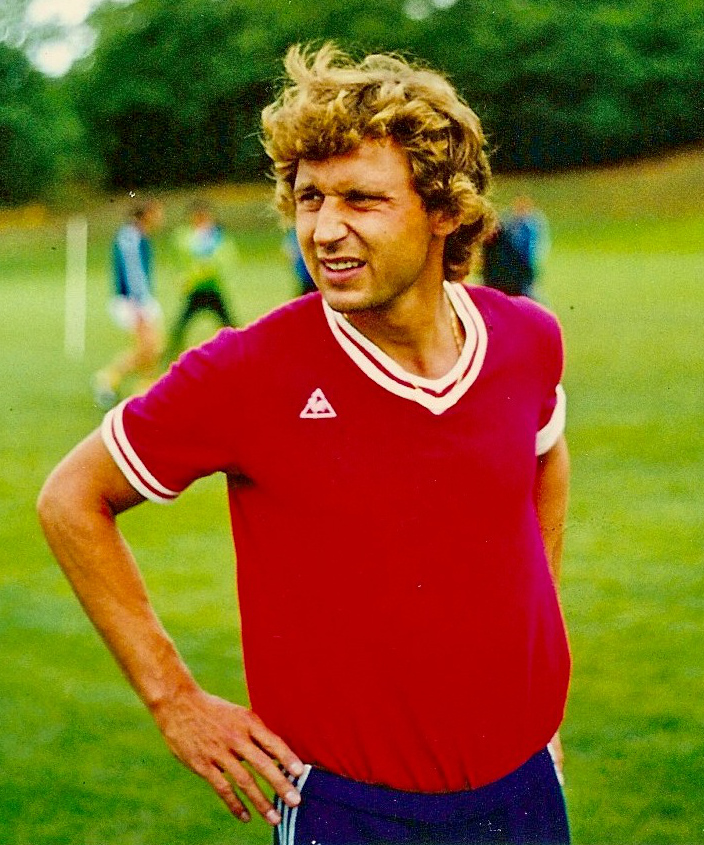
Heinz Flohe nel 1976

Il Colonia mette in bacheca la prima DFB-Pokal vincendo l'edizione 1967-1968 della manifestazione dopo aver sconfitto in finale il Bochum, e intanto Hannes Löhr si è appena laureato capocannoniere in Bundesliga. Ad ogni modo i tedeschi offrono un'altra prestazione convincente nella Coppa delle Coppe 1968-1969, dove vengono eliminati in semifinale dal Barcellona. Nelle due stagioni successive i biancorossi giocano la finale della DFB-Pokal pur uscendone sempre sconfitti, inoltre raggiungono un'altra semifinale europea nella Coppa delle Fiere 1970-1971, l'ultima della manifestazione: a negare loro l'accesso alla finale è la Juventus. Questa stagione verrà però anche ricordata per il coinvolgimento di Manfred Manglitz, portiere anche nel giro della Nazionale, in uno scandalo che gli costerà la squalifica a vita.
Una nuova finale della DFB-Pokal viene raggiunta nell'edizione 1972-1973, ma anche in questo caso a conquistare la coppa sono gli avversari. La squadra approda ad un'altra semifinale europea nella Coppa UEFA 1974-1975 tuttavia, come era sempre accaduto in passato è qui eliminata, in questo caso dai connazionali e futuri vincitori del Borussia Mönchengladbach. Intanto però Bernhard Cullmann, Wolfgang Overath e Heinz Flohe sono diventati campioni del mondo nel 1974.

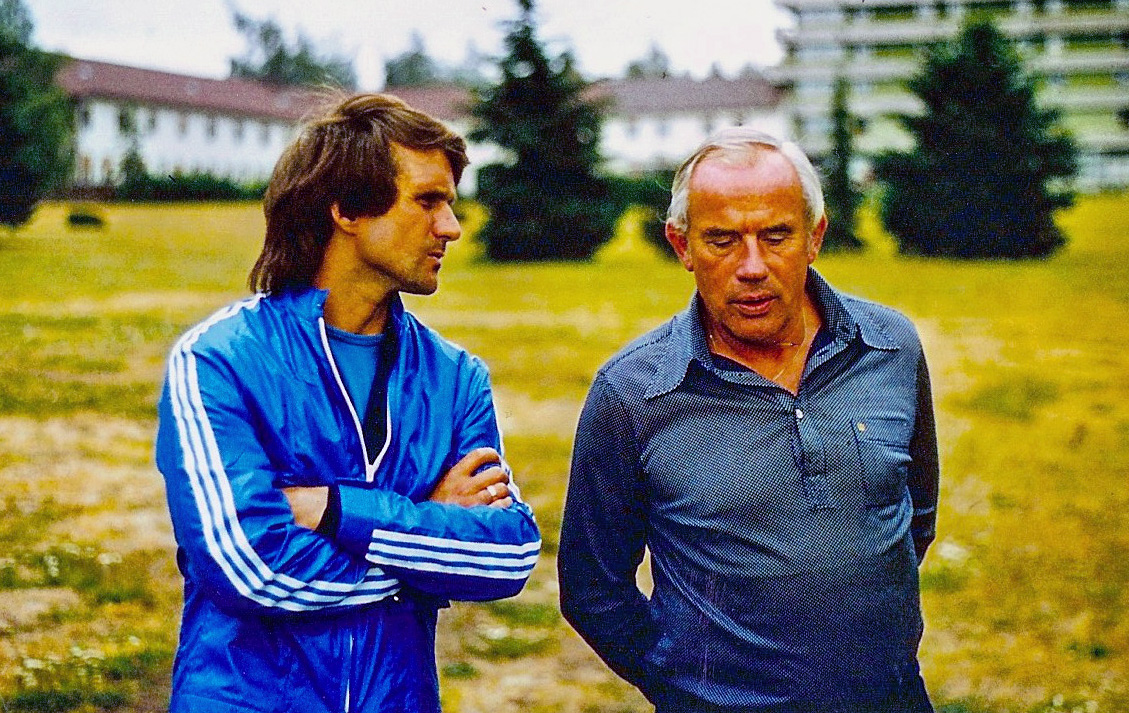
Wolfgang Overath, che sarà in futuro anche presidente del club, e Hennes Weisweiler, in uno scatto del 1976

Nel 1976 la dirigenza ingaggia Hennes Weisweiler, che, pur venendo dai recenti successi alla guida del Borussia Mönchengladbach ha iniziato ad allenare proprio nel Colonia. E i biancorossi, nei quali militano, oltre ai sopraccitati campioni del mondo anche il portiere Harald Schumacher e il capocannoniere dei recenti europei jugoslavi, Dieter Müller, vincono subito la seconda DFB-Pokal.
La stagione 1977-1978 è probabilmente la migliore di sempre: al gruppo si unisce anche il primo calciatore giapponese ad essere tesserato in Europa, Yasuhiko Okudera, e il club è protagonista nelle ultime giornate di campionato di un testa a testa con l'ex squadra di Weisweiler, che si risolve solo all'ultimo: le due squadre finiscono infatti a pari punti e con uguale numero di gol segnati, tuttavia i biancorossi sono proclamati campioni solo per aver subito tre gol in meno. Intanto è arrivata anche la DFB-Pokal, e così viene realizzato il double. La vittoria della Bundesliga è comunque storica, perché interrompe un duopolio tra gli stessi Puledri e il Bayern Monaco iniziato addirittura alla fine dello scorso decennio. C'è poi soddisfazione a livello personale per Müller, che, oltre a laurearsi capocannoniere stabilisce anche il record dei gol realizzati in un singolo incontro, sei, che è tuttora imbattuto. A questo gruppo si uniscono Pierre Littbarski e Bernd Schuster, e i tedeschi partecipano l'anno seguente alla Coppa dei Campioni; vengono eliminati in semifinale dai futuri campioni del Nottingham Forest, dai quali viene poi prelevato Tony Woodcock.

### Gli anni '80

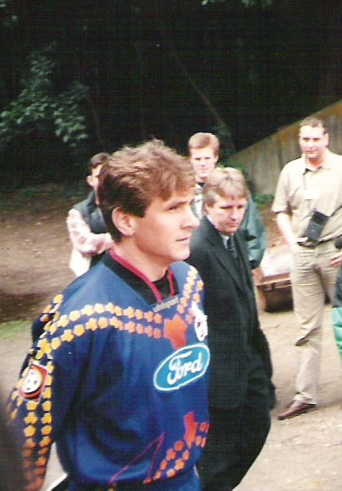
Bodo Illgner, al Colonia dal 1985 al 1996

Gli anni ottanta iniziano con la quinta finale di DFB-Pokal persa nel 1980, e in estate Schumacher, Cullmann, Schuster e Herbert Zimmermann diventano campioni d'Europa. Durante la stagione 1980-1981 la dirigenza assume come allenatore Rinus Michels, che nel decennio precedente aveva ottenuto molti successi alla guida di Ajax, Barcellona e della Nazionale olandese. Il Colonia partecipa alla Coppa UEFA 1980-1981 dove elimina anche i Blaugrana, che vengono sconfitti per 4-0 sul proprio terreno dopo aver vinto la gara di andata per 1-0, e i connazionali dello Stoccarda, ma viene fermato dall'Ipswich Town in semifinale. Successivamente Müller lascia, venendo sostituito da Klaus Allofs: la squadra ottiene un secondo posto nella Bundesliga 1981-1982 e conquista poi la DFB-Pokal 1982-1983, ma nella stessa stagione ha però la peggio con la Roma negli ottavi della Coppa UEFA. I tedeschi, con Hannes Löhr in panchina, incontrano l'Inter nella Coppa UEFA 1984-1985 che li elimina, ma riescono finalmente a raggiungere una finale europea nell'edizione successiva della manifestazione: a prevalere è il Real Madrid, tuttavia Allofs è il miglior marcatore.
A questo traguardo internazionale fa però da contraltare il tredicesimo posto in campionato, e Löhr non conclude la stagione. Il decennio viene chiuso con Christoph Daum in panchina, che porta i biancorossi ad ottenere piazzamenti generalmente al vertice della Bundesliga. Tra questi spicca il secondo posto nella stagione 1988-1989, quando anche il fratello di Klaus Allofs, Thomas, diventa il miglior marcatore del torneo, e Thomas Häßler viene eletto calciatore dell'anno; in precedenza Schumacher aveva ottenuto lo stesso riconoscimento per due volte.

### Gli anni '90

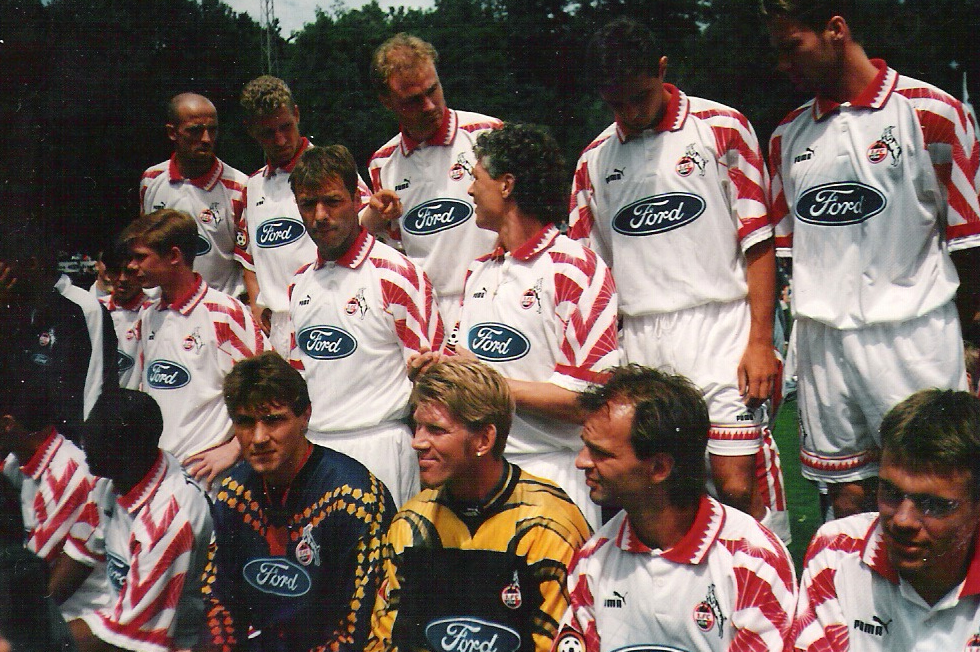
La squadra nel 1996

Gli anni novanta si aprono con un altro secondo posto in Bundesliga ed un'altra semifinale nella Coppa UEFA 1989-1990, quando il capocannoniere della manifestazione è Falko Götz: i tedeschi eliminano qui anche la Stella Rossa che sarà campione d'Europa nella stagione successiva, ma vengono sconfitti dai futuri vincitori della Juventus. In estate, poi, Bodo Illgner, Pierre Littbarski, Thomas Häßler e Paul Steiner diventano campioni del mondo con la nazionale, ma intanto Daum ha lasciato la squadra. Il Colonia viene poi eliminato dall'Atalanta negli ottavi della Coppa UEFA 1990-1991 ma a fine stagione raggiunge la decima finale della DFB-Pokal; il trofeo viene però vinto dal Werder Brema.
In campionato, però, i biancorossi cominciano a scivolare verso il fondo della classifica, nonostante i gol di Anton Polster. Nella stagione 1997-1998, poi, il Colonia ottiene solamente due punti nelle ultime sette giornate, e in questo modo scivola dal dodicesimo al penultimo posto. Il club retrocede così per la prima volta. Da questo momento l'Amburgo sarebbe rimasto l'unica squadra ad aver disputato tutte le edizioni della Bundesliga, fino alla retrocessione subita nel 2017-2018.

### Anni 2000
Negli anni duemila il Colonia passa continuamente tra la seconda e la prima divisione.
Una nuova vittoria in Zweite Bundesliga avviene nella stagione 2004-2005, quando la squadra è guidata da Huub Stevens e il capocannoniere del campionato è Lukas Podolski.
Nella Bundesliga 2005-2006 si piazza penultima con 71 gol al passivo (record negativo nella storia del campionato), retrocedendo alla terzultima giornata dopo la sconfitta per 1-0 contro l'Amburgo. Podolski, capocannoniere della squadra con 12 gol stagionali, lascia il club per approdare al Bayern Monaco, dopo aver preso parte a Germania 2006 con la nazionale tedesca.
Nel novembre 2006 la panchina passa al rientrante Christoph Daum. Sotto la sua guida la squadra ritorna in Bundesliga grazie al terzo posto ottenuto nella 2. Fußball-Bundesliga 2007-2008. Anche in questa occasione, come tre anni prima, il miglior marcatore del torneo è un giocatore biancorosso, Milivoje Novakovič.
La permanenza nel massimo livello calcistico nazionale dura stavolta quattro anni. Daum lascia dopo la salvezza ottenuta con il dodicesimo posto nella Bundesliga 2008-2009, mentre una stagione più tardi torna in squadra l'attaccante Lukas Podolski e la squadra si piazza tredicesima.

### Anni 2010
Dopo una sola vittoria nelle prime nove giornate della Bundesliga 2010-2011, l'allenatore Zvonimir Soldo è esonerato e sostituito da Frank Schäfer, che si dimette nell'aprile 2011, con la squadra quintultima in classifica. Gli subentra Volker Finke, con cui la compagine di Colonia chiude decima.
La retrocessione avviene all'ultima giornata della Bundesliga 2011-2012, sotto la guida del norvegese Ståle Solbakken.
Dopo il quinto posto in seconda serie nel 2012-2013 con l'allenatore Holger Stanislawski, la quinta promozione in Bundesliga arriva nel 2013-2014 con il primo posto in Zweite Bundesliga, sotto la guida di Peter Stöger.
Nel 2014-2015 il Colonia si piazza dodicesimo in massima serie e l'anno dopo nono, miglior piazzamento dal 1991-1992. Il 16 settembre 2016, dopo la terza giornata, il Colonia raggiunge la vetta della classifica della Bundesliga per la prima volta dopo 20 anni. Al termine della stagione la squadra si piazza al quinto posto, ottenendo un piazzamento europeo per la prima volta dal 1992.
La stagione 2017-2018 è tuttavia disastrosa: in campionato la squadra è relegata fin dall'inizio in zona retrocessione, mentre in Europa League conclude con 6 punti ed il terzo posto il proprio girone, composto da Arsenal, BATĖ Borisov e Stella Rossa (i tedeschi ottengono comunque una prestigiosa vittoria contro gli inglesi in casa). Il 28 aprile 2018, con due partite di campionato ancora da giocare, l'aritmetica condanna il Colonia alla retrocessione in Zweite Bundesliga dopo quattro stagioni in massima serie.
La risalita è immediata. La stagione del Colonia in 2. Bundesliga è, infatti, molto positiva e vede la squadra protagonista di alcune goleade, come quella del 10 novembre 2018 alla 13ª giornata di campionato, la vittoria per 8-1 contro la Dinamo Dresda con tripletta di Simon Terodde, attaccante tedesco fondamentale per il club in questa annata. Il 6 maggio 2019 la squadra vince per 4-0 sul campo del Greuther Fürth alla terzultima giornata ed ottiene, dopo un solo anno di permanenza in seconda serie, la promozione in Bundesliga, consolidando poi il primo posto in campionato.

### Anni 2020
La stagione 2019-2020 inizia con la nomina dell'allenatore Achim Beierlorzer, che viene sollevato dall'incarico dopo aver ottenuto 7 punti nelle prime 11 giornate di campionato, con la squadra al penultimo posto in Bundesliga. Gli subentra Markus Gisdol, che riesce a risollevare la squadra e portarla, a una giornata dal termine del campionato, alla permanenza in massima serie. Nella stagione 2020-2021 il Colonia evita la retrocessione diretta all'ultima giornata, ai danni del Werder Brema, per poi mantenere la categoria dopo aver battuto l'Holstein Kiel nello spareggio (sconfitta in casa per 0-1 e vittoria in trasferta per 1-5).
Decisamente migliore è la stagione 2021-2022, nella quale il Colonia, allenato da Steffen Baumgart, ottiene la qualificazione alla Conference League in virtù del settimo posto finale. Nell'annata seguente la squadra esce ai gironi di Conference, classificandosi terza nel raggruppamento, mentre in campionato termina all'undicesimo posto. 
Una nuova retrocessione in Zweite Bundesliga arriva all'ultima giornata della stagione 2023-2024, nella quale la squadra chiude il campionato al penultimo posto. Anche questa volta (2024-2025), la risalita nella massima serie tedesca è immediata: infatti il Colonia si assicura, all'ultima giornata, la vittoria del campionato per la quinta volta (record assoluto di successi per la seconda divisione tedesca).

## Colori e simboli

### Colori
I colori della divisa del Colonia sono il bianco e il rosso, anche se generalmente a prevalere è il bianco. Nella storia questi due colori hanno però anche diviso diagonalmente la maglia in due parti uguali.

### Simboli ufficiali

#### Stemma
Il simbolo del club è un caprone che sorregge uno stemma. Esso riporta il simbolo della città di Colonia (le guglie del suo Duomo) e il nome della squadra con l'"1" che sta a significare il titolo di "prima squadra".

#### Inno
Mer stonn zo dir, FC Kölle.

#### Mascotte
La mascotte del club è la capra Hennes, originariamente però chiamata Berti.

## Strutture

### Stadio

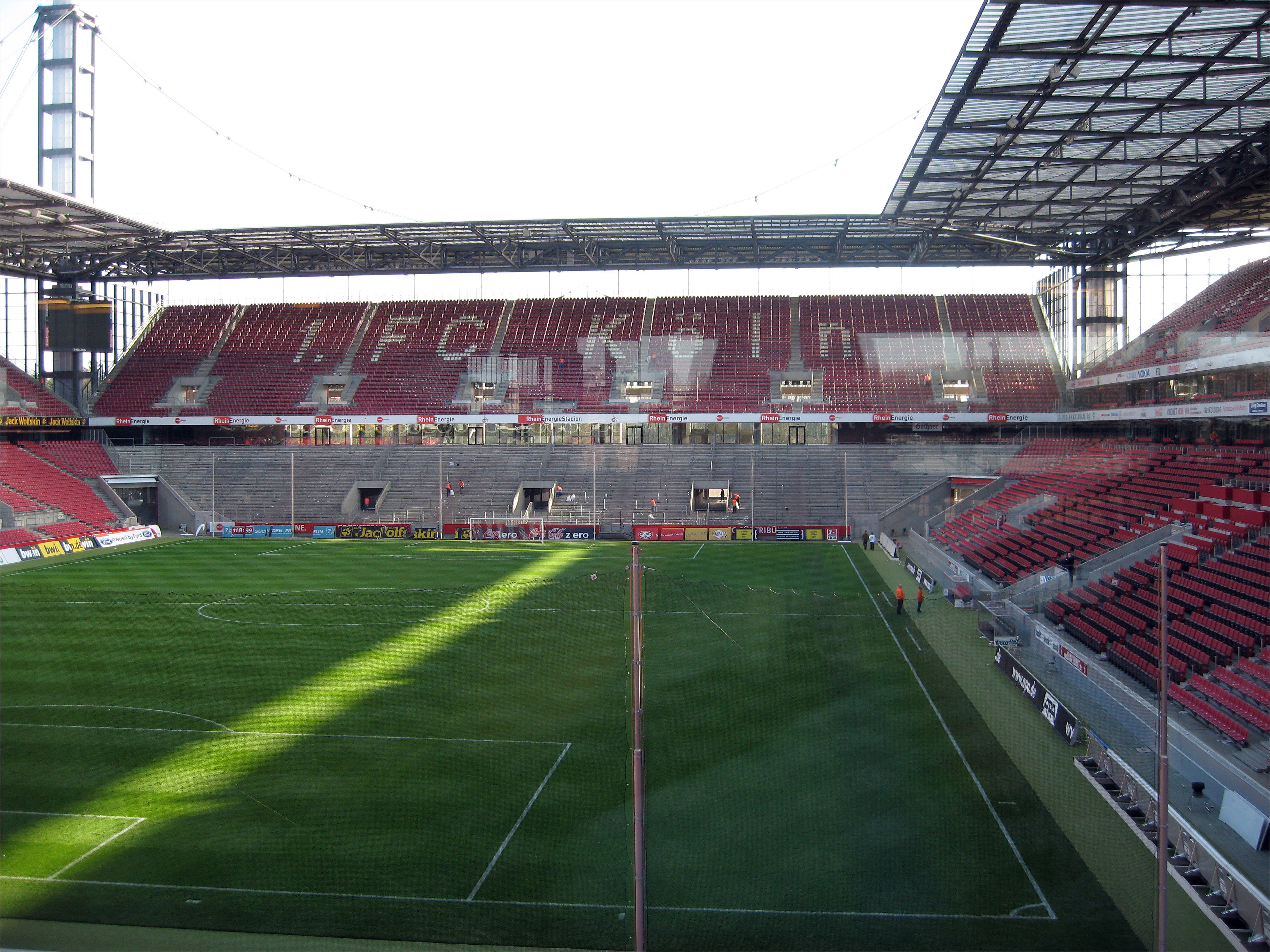
Il RheinEnergieStadion

La squadra gioca le partite interne al RheinEnergieStadion, impianto con una capacità di 50 997 spettatori. Il nome dello stadio è stato assunto dopo un contratto con la locale azienda di forniture energetiche, la RheinEnergie AG. Tuttavia molti tifosi chiamano ancora lo stadio col suo vecchio nome, "Müngersdorfer Stadion", dal nome del quartiere (il Müngersdorf) dove è situato. Ha ospitato anche partite del campionato d'Europa 1988 e del campionato del mondo 2006.

## Società

### Sponsor
| Cronologia degli sponsor tecnici - 1974-1977 Le Coq sportif - 1977-1978 adidas - 1978-1979 Erima - 1979-1985 adidas - 1985-2002 Puma - 2002-2005 Sport-Saller - 2005-2008 adidas - 2008-2012 Reebok - 2012-2022 Erima - 2022- Hummel |

### Altre sezioni della polisportiva
Il Colonia è una società polisportiva, quindi sono presenti più sezioni oltre a quella di calcio maschile: esiste la squadra riserve, che nelle stagione 2015-2016 milita nella Regionalliga West, una delle quarte divisioni tedesche, e quella femminile, inoltre sono attive anche quelle di pallamano e tennistavolo.

## Allenatori e presidenti
- 1947-1948  Karl Flink
- 1948-1952  Hennes Weisweiler
- 1952-1953  Helmut Schneider
- 1953-1954  Karl Winkler
- 1954-1955  Kurt Baluses
- 1955-1958  Hennes Weisweiler
- 1958-1959  Péter Szabó
- 1959-1961  Oswald Pfau
- 1961-1963  Zlatko Čajkovski
- 1963-1966  Georg Knöpfle
- 1966-1968  Willi Multhaup
- 1968-1970  Hans Merkle
- 1970-1971  Ernst Ocwirk
- 1971-1972  Gyula Lóránt
 Rolf Herings
- 1972-1973  Rudi Schlott
 Zlatko Čajkovski
- 1973-1975  Zlatko Cajkovski
- 1975-1976  Zlatko Cajkovski
 Georg Stollenwerk
- 1976-1979  Hennes Weisweiler
- 1979-1980  Hennes Weisweiler
 Karl-Heinz Heddergott
- 1980-1981  Karl-Heinz Heddergott
 Rolf Herings
 Rinus Michels
- 1981-1983  Rinus Michels
- 1983-1984  Rinus Michels
 Hannes Löhr
- 1984-1985  Hannes Löhr
- 1985-1986  Hannes Löhr
 Georg Keßler
- 1986-1987  Georg Keßler
 Christoph Daum
- 1987-1990  Christoph Daum
- 1990-1991  Erich Rutemöller
 Udo Lattek
 Johannes Linßen
 Jörg Berger
- 1991-1992  Jörg Berger
- 1992-1993  Jörg Berger
 Wolfgang Jerat
 Morten Olsen
- 1993-1995  Morten Olsen
- 1995-1996  Morten Olsen
 Stephan Engels
 Peter Neururer
- 1996-1997  Peter Neururer
- 1997-1998  Lorenz-Günther Köstner
- 1998-1999  Bernd Schuster
- 1999-2001  Ewald Lienen
- 2001-2002  Ewald Lienen
 Christoph John
 Friedhelm Funkel
- 2002-2003  Friedhelm Funkel
- 2003-2004  Friedhelm Funkel
 Jos Luhukay
 Marcel Koller[20][21]
- 2004-2005  Huub Stevens[21][22]
- 2005-2006  Uwe Rapolder
 Hanspeter Latour
- 2006-2007  Hanspeter Latour
 Holger Gehrke
 Christoph Daum
- 2007-2009  Christoph Daum[23]
- 2009-2010  Zvonimir Soldo
- 2010-2011  Zvonimir Soldo
 Frank Schäfer[24][25]
 Volker Finke
- 2011-2012  Ståle Solbakken[26]
 Frank Schaefer[26]
- 2012-2013  Holger Stanislawski[27]
- 2013-2017  Peter Stöger[28]
- 2017-2018  Peter Stöger
 Stefan Ruthenbeck
- 2018-2019  Markus Anfang
 André Pawlak
- 2019-2020  Achim Beierlorzer
 Markus Gisdol
- 2020-2021  Markus Gisdol
 Steffen Baumgart
- 2021-2023  Steffen Baumgart
- 2023-2024  Steffen Baumgart
 Timo Schultz

- 2024-  Gerhard Struber

- 1948-1967  Franz Kremer
- 1967-1968  Werner Müller
- 1968-1973  Oskar Maaß
- 1973-1987  Peter Weiand
- 1987-1991  Dietmar Artzinger-Bolten
- 1991-1997  Klaus Hartmann
- 1997-2004  Albert Caspers
- 2004-2011  Wolfgang Overath
- 2012-2019  Werner Spinner
- 2019-  Werner Wolf

## Calciatori

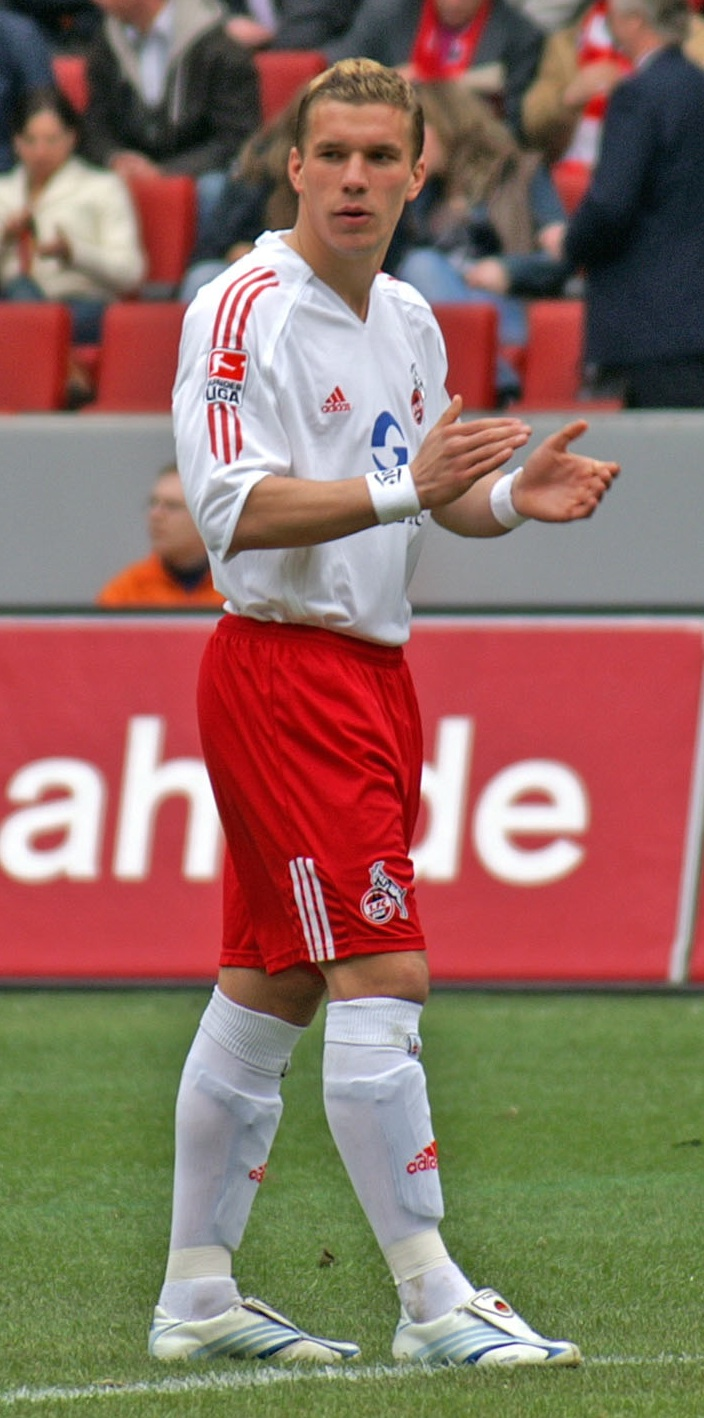
Lukas Podolski con la maglia del Colonia nel 2005-2006

### Hall of Fame
- Hans Schäfer (1948-1965)
- Hennes Weisweiler (1948-1952)
- Josef Röhrig (1950-1960)
- Heinz Flohe (1966-1979)
- Hannes Löhr (1964-1978)
- Wolfgang Overath (1962-1977)
- Karl-Heinz Thielen (1959-1973)
- Wolfgang Weber (1963-1978)

### Vincitori di titoli

#### Calciatori campioni del mondo
Di seguito l'elenco dei giocatori che hanno vinto il campionato mondiale di calcio durante il periodo di militanza nel Colonia.
- Paul Mebus (Svizzera 1954)
- Hans Schäfer (Svizzera 1954)
- Bernhard Cullmann (Germania Ovest 1974)
- Wolfgang Overath (Germania Ovest 1974)
- Heinz Flohe (Germania Ovest 1974)
- Bodo Illgner (Italia 1990)
- Pierre Littbarski (Italia 1990)
- Thomas Häßler (Italia 1990)
- Paul Steiner (Italia 1990)

#### Calciatori campioni continentali

##### Europa
Di seguito l'elenco dei giocatori che hanno vinto il campionato europeo di calcio durante il periodo di militanza nel Colonia.
- Hannes Löhr (Belgio 1972)
- Bernhard Cullmann (Italia 1980)
- Bernd Schuster (Italia 1980)
- Harald Schumacher (Italia 1980)
- Herbert Zimmermann (Italia 1980)
- Henrik Andersen (Svezia 1992)

### Altri riconoscimenti individuali
- Calciatore tedesco dell'anno: 4

 Karl-Heinz Schnellinger: 1962
 Hans Schäfer: 1963
 Harald Schumacher: 1984, 1986
 Thomas Häßler: 1989
- Calciatore austriaco dell'anno: 1

 Anton Polster: 1997
- Calciatore danese dell'anno: 1

 Morten Olsen: 1986
- Capocannonieri del Campionato europeo di calcio: 1

 Dieter Müller: Jugoslavia 1976
- Capocannonieri della Bundesliga: 5

 Hannes Löhr: 1967-1968
 Dieter Müller: 1976-1977, 1977-1978
 Klaus Allofs: 1984-1985
 Thomas Allofs: 1988-1989
- Capocannonieri della Coppa UEFA: 2

 Klaus Allofs: 1985-1986
 Falko Götz: 1989-1990
- Capocannonieri della 2. Fußball-Bundesliga: 2

 Lukas Podolski: 2004-2005
 Milivoje Novakovič: 2007-2008

## Palmarès

### Competizioni nazionali
- Campionato tedesco: 3

1961-1962, 1963-1964, 1977-1978
- Coppa di Germania: 4

1967-1968, 1976-1977, 1977-1978, 1982-1983
- 2. Fußball-Bundesliga: 5  (record)

1999-2000, 2004-2005, 2013-2014, 2018-2019, 2024-2025

### Competizioni regionali
- Bezirksliga: 1

1948-1949
- Oberliga West: 5

1953-1954, 1959-1960, 1960-1961, 1961-1962, 1962-1963

### Competizioni giovanili
- Under-19 Bundesliga: 1

1970-1971
- DFB-Pokal der Junioren: 2

2012-2013, 2022-2023
- Under-17 Bundesliga: 3

1989-1990, 2010-2011, 2018-2019

## Statistiche e record

### Partecipazione ai campionati
| Livello | Categoria     | Partecipazioni | Debutto   | Ultima stagione | Totale |
| ------- | ------------- | -------------- | --------- | --------------- | ------ |
| 1º      | Bundesliga    | 53             | 1963-1964 | 2025-2026       | 53     |
| 2º      | 2. Bundesliga | 10             | 1998-1999 | 2024-2025       | 10     |

### Partecipazione alle coppe
| Competizione      | Partecipazioni | Debutto   | Ultima stagione | Totale |
| ----------------- | -------------- | --------- | --------------- | ------ |
| Coppa di Germania | 64             | 1952-1953 | 2023-2024       | 64     |
| Coppa di Lega     | 1              | 1972-1973 | 1972-1973       | 1      |

### Partecipazione ai tornei internazionali
| Competizione                  | Partecipazioni | Debutto   | Ultima stagione | Totale |
| ----------------------------- | -------------- | --------- | --------------- | ------ |
| Coppa dei Campioni            | 3              | 1962-1963 | 1978-1979       | 3      |
| Coppa delle Coppe             | 3              | 1968-1969 | 1983-1984       | 3      |
| Coppa UEFA                    | 14             | 1971-1972 | 1992-1993       | 15     |
| UEFA Europa League            | 1              | 2017-2018 | 2017-2018       | 15     |
| UEFA Europa Conference League | 1              | 2022-2023 | 2022-2023       | 1      |
| Coppa Intertoto UEFA          | 2              | 1995      | 1997            | 2      |
| Coppa delle Fiere             | 5              | 1961-1962 | 1970-1971       | 5      |

### Statistiche di squadra
Il Colonia detiene il record di minuti senza andare in gol in Bundesliga. Nel 2002, i tifosi dovettero attendere 1034 minuti (equivalenti a 11 partite e mezza) fino a che Thomas Cichon riuscì a mandare nuovamente la palla in rete. Nelle competizioni europee il Colonia ha ottenuto contro i norvegesi del Viking la miglior vittoria di sempre, un 9-1 nei sedicesimi della Coppa UEFA 1972-1973; la peggior sconfitta è avvenuta invece nel primo turno della Coppa dei Campioni 1962-1963 contro gli scozzesi del Dundee, un 8-1 nella gara di andata, che ha peraltro segnato l'esordio europeo dei tedeschi.

### Statistiche individuali
Tra i giocatori Dieter Müller detiene il record di gol segnati in una sola partita di Bundesliga, 6; questi sono stati messi a segno nell'incontro avvenuto alla terza giornata del campionato 1977-1978 contro il Werder Brema, che si è concluso sul punteggio di 7-2.
Per quanto riguarda le competizioni internazionali, Harald Schumacher detiene il maggior numero di presenze, 74, mentre lo stesso Müller è il miglior goleador, con 31 reti segnate.
| Record di presenze - 542 Wolfgang Overath (1962-1977) - 541 Harald Schumacher (1972-1987) - 507 Hans Schäfer (1948-1965) - 505 Hannes Löhr (1964-1978) - 504 Pierre Littbarski (1978-1986) - 477 Heinz Simmet (1967-1978) - 470 Wolfgang Weber (1963-1978) - 458 Bernhard Cullmann (1969-1984) - 456 Harald Konopka (1971-1984) - 453 Heinz Flohe (1966-1979) | Record di reti - 304 Hans Schäfer (1948-1965) - 235 Hannes Löhr (1964-1978) - 231 Dieter Müller (1973-1981) - 179 Christian Müller (1958-1966) - 145 Karl-Heinz Thielen (1959-1973) - 144 Pierre Littbarski (1978-1986, 1987-1993) - 120 Klaus Allofs (1981-1987) - 118 Heinz Flohe (1966-1979) - 118 Wolfgang Overath (1962-1977) - 102 Hans Sturm (1955-1967) |

## Tifoseria

### Gemellaggi e rivalità
I principali rivali del Colonia sono il Bayer Leverkusen, il Borussia M'gladbach e il Fortuna Düsseldorf – tutte squadre provenienti dalla stessa regione, la Renania Settentrionale-Vestfalia. I tifosi hanno amicizia con quelli del St. Pauli, del Paris Saint-Germain e del Borussia Dortmund.

## Organico

### Rosa 2024-2025
Aggiornata al 24 febbraio 2025.
| N. |                                 | Ruolo | Calciatore             |
| -- | ------------------------------- | ----- | ---------------------- |
| 1  | Germania (bandiera)             | P     | Marvin Schwäbe         |
| 2  | Svizzera (bandiera)             | D     | Joël Schmied           |
| 3  | Germania (bandiera)             | D     | Dominique Heintz       |
| 4  | Germania (bandiera)             | D     | Timo Hübers (capitano) |
| 5  | Stati Uniti (bandiera)          | D     | Kristoffer Lund        |
| 6  | Germania (bandiera)             | C     | Eric Martel            |
| 7  | Austria (bandiera)              | C     | Dejan Ljubicic         |
| 8  | Bosnia ed Erzegovina (bandiera) | C     | Denis Huseinbašić      |
| 9  | Germania (bandiera)             | A     | Luca Waldschmidt       |
| 11 | Austria (bandiera)              | C     | Florian Kainz          |
| 12 | Germania (bandiera)             | P     | Jonas Nickisch         |
| 13 | Germania (bandiera)             | A     | Mark Uth               |
| 15 | Germania (bandiera)             | D     | Luca Kilian            |
| 16 | Germania (bandiera)             | A     | Marvin Obuz            |
| 17 | Kosovo (bandiera)               | D     | Leart Paqarada         |
| 19 | Germania (bandiera)             | A     | Tim Lemperle           |
| 20 | Germania (bandiera)             | P     | Philipp Pentke         |

| N. |                                 | Ruolo | Calciatore              |
| -- | ------------------------------- | ----- | ----------------------- |
| 21 | Germania (bandiera)             | A     | Steffen Tigges          |
| 22 | Danimarca (bandiera)            | C     | Jacob Steen Christensen |
| 24 | Germania (bandiera)             | D     | Julian Pauli            |
| 25 | Bosnia ed Erzegovina (bandiera) | D     | Jusuf Gazibegović       |
| 26 | Svizzera (bandiera)             | P     | Anthony Racioppi        |
| 27 | Bosnia ed Erzegovina (bandiera) | A     | Imad Rondić             |
| 29 | Germania (bandiera)             | A     | Jan Thielmann           |
| 34 | Germania (bandiera)             | C     | Fayssal Harchaoui       |
| 35 | Germania (bandiera)             | D     | Max Finkgräfe           |
| 37 | Germania (bandiera)             | C     | Linton Maina            |
| 40 | Togo (bandiera)                 | A     | Mansour Ouro-Tagba      |
| 42 | Germania (bandiera)             | A     | Damion Downs            |
| 43 | Slovenia (bandiera)             | A     | Jaka Cuber Potocnik     |
| 44 | Germania (bandiera)             | P     | Matthias Köbbing        |
| 47 | Lussemburgo (bandiera)          | C     | Mathias Olesen          |
| 49 | Germania (bandiera)             | D     | Neo Telle               |
|    | Paesi Bassi (bandiera)          | D     | Sepp van den Berg       |